# Marie Kozáková
Marie Kozáková v Matrice narozených Marie Barbora (30. listopadu 1907 Pardubice – ?) byla česká politička a socioložka.

## Životopis
Rodiče Marie byli Jan Kozák (1877), poštovní zřízenec v Pardubicích, a Kateřina Kozáková-Macková (1877) z Lysé nad Labem, svatbu měli 4. 6. 1902.
Byla členka Ženské národní rady, v ženském hnutí se věnovala otázkám dívčí mládeže. Byla politicky činná v Československé straně národně socialistické. V Praze XIX Břevnov bydlela na adrese Nová pošta 1114a.